# Campionato del mondo rally 1973
Il Campionato del mondo rally 1973 è stata la 1ª edizione del Campionato del mondo rally. Fu valida solo per il campionato costruttori.

## Risultati

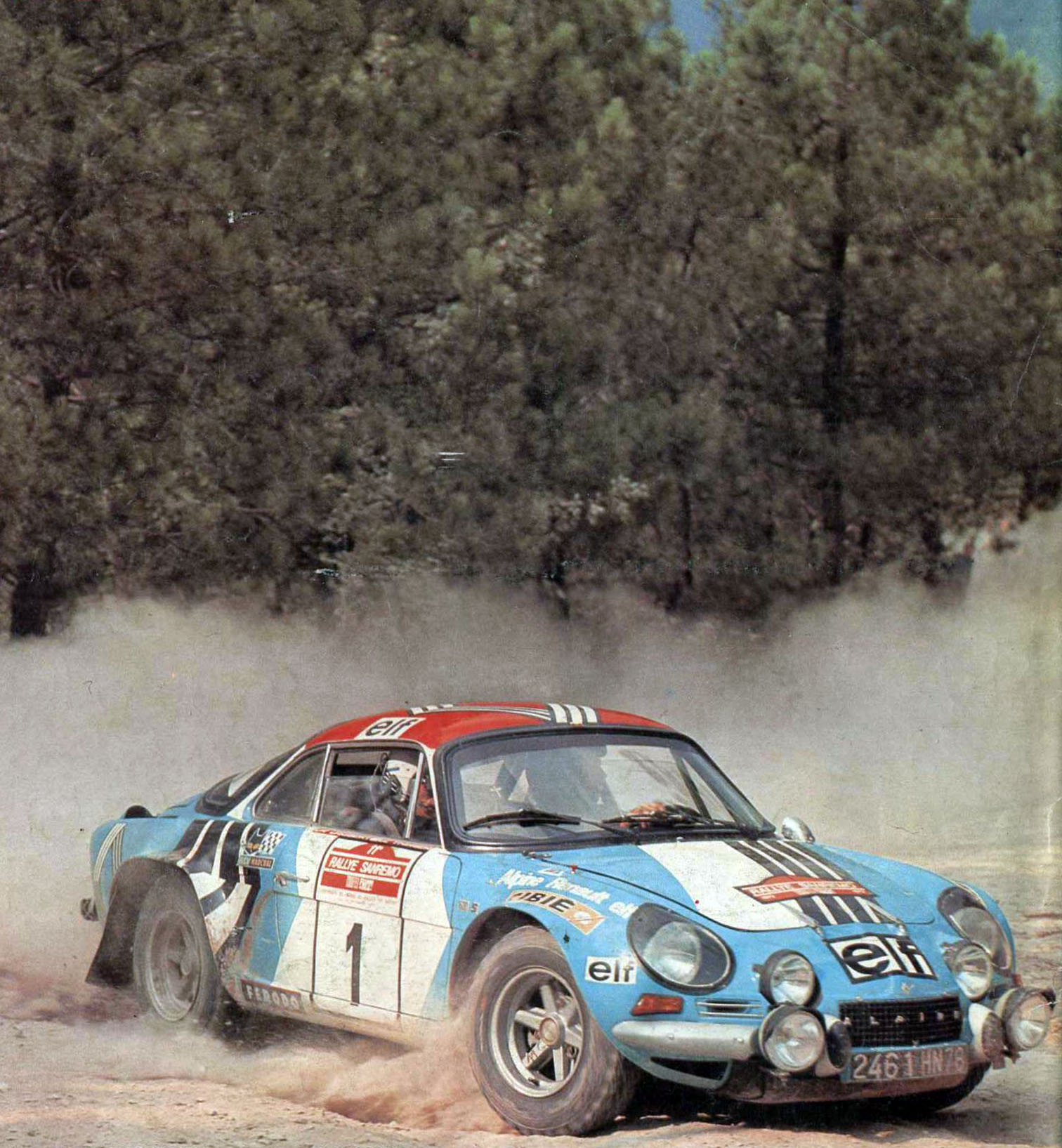
Jean-Luc Thérier coglie a Sanremo il quinto successo in stagione della A110 1800 Elf, contribuendo al trionfo mondiale dell'Alpine-Renault.

| #  | Data              | Rally                            | Vincitore           | Vettura                  |
| -- | ----------------- | -------------------------------- | ------------------- | ------------------------ |
| 1  | 19 - 26 gennaio   | Rally di Monte Carlo             | Jean-Claude Andruet | Alpine-Renault A110 1800 |
| 2  | 15 - 18 febbraio  | Rally di Svezia                  | Stig Blomqvist      | Saab 96 V4               |
| 3  | 13 - 18 marzo     | Rally del Portogallo             | Jean-Luc Thérier    | Alpine-Renault A110 1800 |
| 4  | 19 - 23 aprile    | Safari Rally                     | Shekhar Mehta       | Datsun 240Z              |
| 5  | 8 - 13 maggio     | Rally internazionale del Marocco | Bernard Darniche    | Alpine-Renault A110 1800 |
| 6  | 23 - 28 maggio    | Rally dell'Acropoli              | Jean-Luc Thérier    | Alpine-Renault A110 1800 |
| 7  | 2 - 15 luglio     | Rally di Polonia                 | Achim Warmbold      | Fiat 124 Abarth Rally    |
| 8  | 3 - 5 agosto      | Rally di Finlandia               | Timo Mäkinen        | Ford Escort RS1600       |
| 9  | 12 - 14 settembre | Rally d'Austria                  | Achim Warmbold      | BMW 2002 TII             |
| 10 | 10 - 13 ottobre   | Rally di Sanremo                 | Jean-Luc Thérier    | Alpine-Renault A110 1800 |
| 11 | 31 ott- - 4 nov.  | Press-on-Regardless Rally        | Walter Boyce        | Toyota Corolla           |
| 12 | 17 - 21 novembre  | Rally di Gran Bretagna           | Timo Mäkinen        | Ford Escort RS1600       |
| 13 | 1 - 2 dicembre    | Tour de Corse                    | Jean-Pierre Nicolas | Alpine-Renault A110 1800 |

## Classifica
| Classifica costruttori | Classifica costruttori | Classifica costruttori |
| Pos.                   | Scuderia               | Punti                  |
| ---------------------- | ---------------------- | ---------------------- |
| 1                      | Alpine-Renault         | 147                    |
| 2                      | FIAT                   | 84                     |
| 3                      | Ford                   | 76                     |
| 4                      | Volvo                  | 44                     |
| 5                      | Saab                   | 42                     |
| 6                      | Datsun                 | 34                     |
| 7                      | Citroën                | 33                     |
| 8                      | BMW                    | 28                     |
| 9                      | Porsche                | 27                     |
| 10                     | Opel                   | 25                     |
| 10                     | Toyota                 | 25                     |